# Live at Belleville
Live at Belleville is een live muziekalbum van de Noorse contrabassist Arild Andersen. Het is opgenomen tijdens optredens in de Belleville in Oslo en het Drammen Theater in Drammen. De mix vond plaats in de Rainbow Studio, eveneens in Oslo onder leiding van geluidstechnicus Jan Erik Kongshaug. Het is een van de weinige muziekalbums binnen de portofolio van ECM, dat door de artiest is geproduceerd en niet door de labeleigenaar Manfred Eicher. Zelfs voor Andersen is de muziek vrij "wild", behalve Independancy III, dat met een haast new age-achtig intro begint.

## Musici
- Arild Andersen – contrabas, elektronica
- Tommy Smith – tenorsaxofoon
- Paolo Vinaccia – slagwerk

## Composities
Allen van Andersen (behalve improvisaties) en waar aangegeven:
1. Independency I (11:18)
2. Independancy II (11:29)
3. Independancy III (11:23)
4. Independancy IV (10:10)
5. Prelude to a kiss (Duke Ellington) (7:24)
6. Outhouse (10:02)
7. Dreamhouse (8:48)